# خدمه زمینی

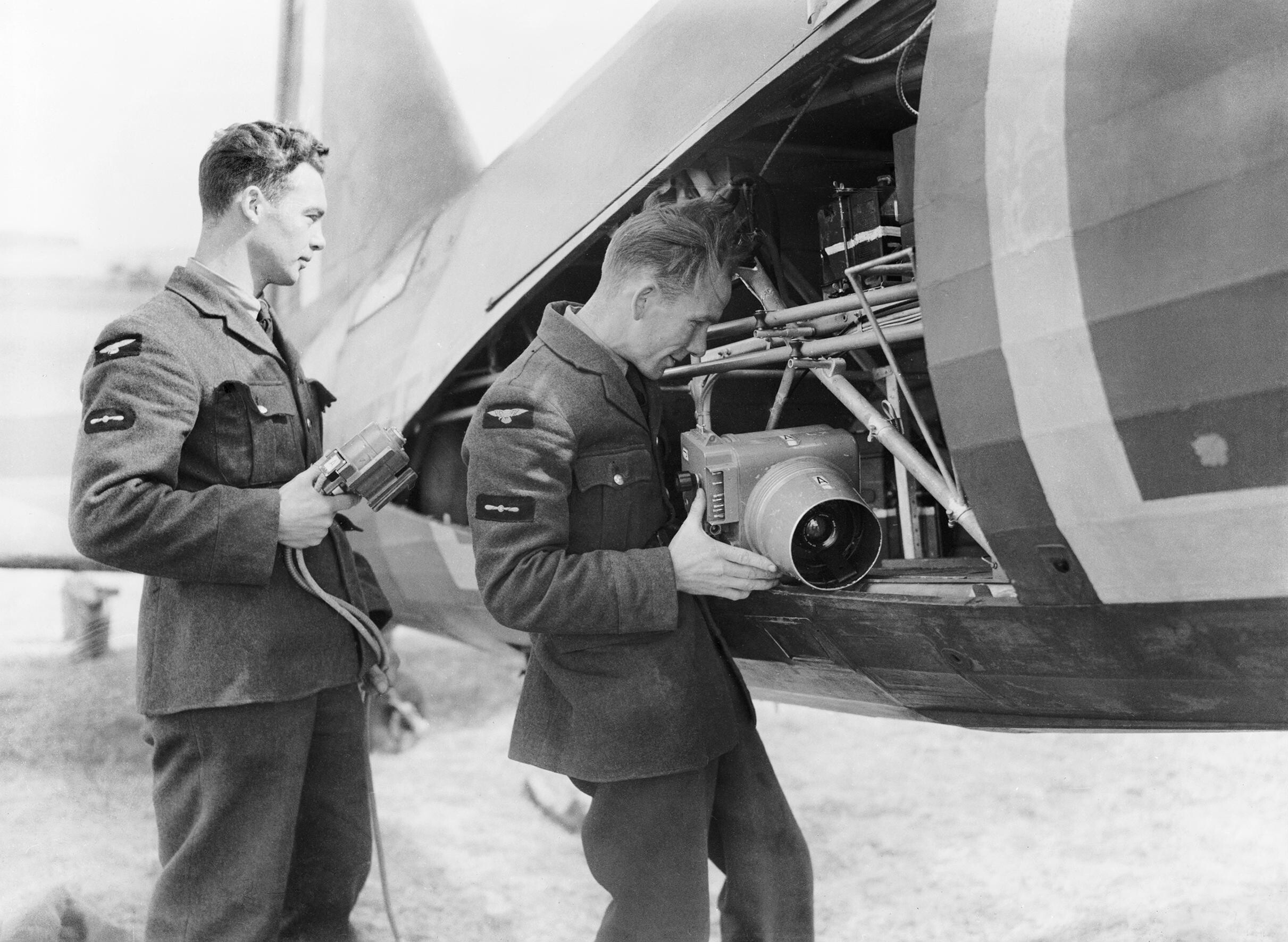
نمایی از دو خدمه زمینی نیروی هوایی سلطنتی در حال نصب دوربین در Westland Lysander Mk II شماره اسکادران ۲۲۵ در RAF تیلسهد، ویلتشایر، سپتامبر ۱۹۴۰. هر دو مرد (در رتبه هواپیمای برجسته) لباس رژه پوشیده‌اند، که نشان می‌دهد عکس در طول بازرسی رسمی ایستگاه گرفته شده‌است. به طور معمول، خدمه زمینی لباس کار سنگین می‌پوشند.

خدمه زمینی یا پرسنل زمینی در هوانوردی به پرسنل پشتیبانی گفته می‌شود که کار آنها سرویس دادن به هواپیما بر روی زمین است. در مقابل آنها خدمه پرواز قرار دارند.
خدمه زمینی شرکت هواپیمایی شامل تکنیسین‌های بدنه و موتور هواگرد، تکنیسین‌های اویونیک، ماموران رمپ، ماموران خدمات به مشتری و ماموران راهنمای مسیر هواپیما می‌شود. خدمه زمینی، مسئول تمیز نگه داشتن باند فرودگاه و گیت‌ها از زباله‌ها در هر بار نشست و برخاست هواپیما برای جلوگیری از آسیب جسم خارجی بر اثر مکیده شدن به درون موتور هستنند که به این کار "FOD walk" گفته می‌شود. 